# 阿里-佩卡·尼科拉
阿里-佩卡·尼科拉（芬蘭語：Ari-Pekka Nikkola，1969年5月16日—），芬兰男子跳台滑雪运动员。他曾代表芬兰参加1988年、1992年、1994年和1998年冬季奥林匹克运动会跳台滑雪比赛，共获得二枚金牌。